# Mrežičko
Mrežičko (en macédonien Мрежичко) est un village du sud de la Macédoine du Nord, situé dans la commune de Kavadarci. Le village comptait 32 habitants en 2002.

## Démographie
Lors du recensement de 2002, le village comptait :
- Macédoniens : 31
- Autres : 1